# (4953) 1990 MU
(4953) 1990 MU es un asteroide que forma parte de los asteroides Apolo y fue descubierto el 23 de junio de 1990 por Robert H. McNaught desde el Observatorio de Siding Spring, cerca de Coonabarabran, Australia. Aún no ha recibido nombre definitivo.

## Características orbitales
1990 MU orbita a una distancia media del Sol de 1,621 ua, pudiendo alejarse hasta 2,687 ua y acercarse hasta 0,555 ua. Su excentricidad es 0,6576 y la inclinación orbital 24,39 grados. Emplea 753,9 días en completar una órbita alrededor del Sol.
1990 MU es un asteroide cercano a la Tierra que pertenece al grupo de los asteroides potencialmente peligrosos.

## Características físicas
La magnitud absoluta de 1990 MU es 14,1 y el periodo de rotación de 14,22 horas.